# Sho Kitano
Sho Kitano (北野 翔 Kitano Sho?, nacido el 20 de noviembre de 1984 en Kanagawa) es un exfutbolista japonés. Jugaba de delantero y su último club fue el YKK AP de Japón.

## Trayectoria

### Clubes
| Club                | País  | Año         |
| ------------------- | ----- | ----------- |
| Yokohama F. Marinos | Japón | 2003 - 2005 |
| Vissel Kobe         | Japón | 2005 - 2006 |
| YKK AP              | Japón | 2007        |

## Palmarés

### Títulos nacionales
| Título    | Club                | País  | Año  |
| --------- | ------------------- | ----- | ---- |
| J1 League | Yokohama F. Marinos | Japón | 2003 |
| J1 League | Yokohama F. Marinos | Japón | 2004 |